# Ophion uraniae
Ophion uraniae är en stekelart som beskrevs av Ian D. Gauld 1988. Ophion uraniae ingår i släktet Ophion och familjen brokparasitsteklar. Inga underarter finns listade i Catalogue of Life.